# Puntius shalynius
Puntius shalynius är en fiskart som beskrevs av S.S. Yazdani och Talukdar, 1975. Puntius shalynius ingår i släktet Puntius och familjen karpfiskar. IUCN kategoriserar arten globalt som sårbar. Inga underarter finns listade i Catalogue of Life.